# Ham-sur-Heure-Nalinnes
Ham-sur-Heure-Nalinnes är en kommun i Belgien.   Den ligger i provinsen Hainaut och regionen Vallonien, i den centrala delen av landet, 60 km söder om huvudstaden Bryssel. Antalet invånare är 13 418.
Omgivningarna runt Ham-sur-Heure-Nalinnes är en mosaik av jordbruksmark och naturlig växtlighet. Runt Ham-sur-Heure-Nalinnes är det ganska tätbefolkat, med 93 invånare per kvadratkilometer.